# Campo do Pano de Ouro
O Campo do Pano de Ouro (em inglês:  Field of the Cloth of Gold, em francês:  Camp du Drap d'Or) é o nome historicamente dado ao local situado em Balinghem, entre Guînes e Ardres, próximo a Calais, em França, que foi palco do espetacular encontro acontecido de 7 a 24 de junho de 1520, entre o rei Henrique VIII da Inglaterra e o rei Francisco I da França. A conferência foi organizada com o objetivo de estreitar os laços de amizade entre os dois soberanos, em consequência do tratado anglo-francês de 1518. Foi um encontro diplomático entre o Rei Francisco I de França e o Rei Henrique VIII de Inglaterra, nos prados de França entre Guines e Ardres, perto de Calais, com o objectivo de chegar a um acordo para pôr fim às hostilidades entre os reinos, e também para tentar estabelecer uma aliança para conter o avanço da Espanha, governada então pelo imperador Carlos V de Habsburgo.
A reunião entre os dois reis foi exuberante. Ficou registado o esplendor da ocasião, e os refinamentos das duas tribunas rivais, adornadas com magníficos panejamentos e estandartes, com damascos, dourados e panos bordados em ouro.

## Contexto

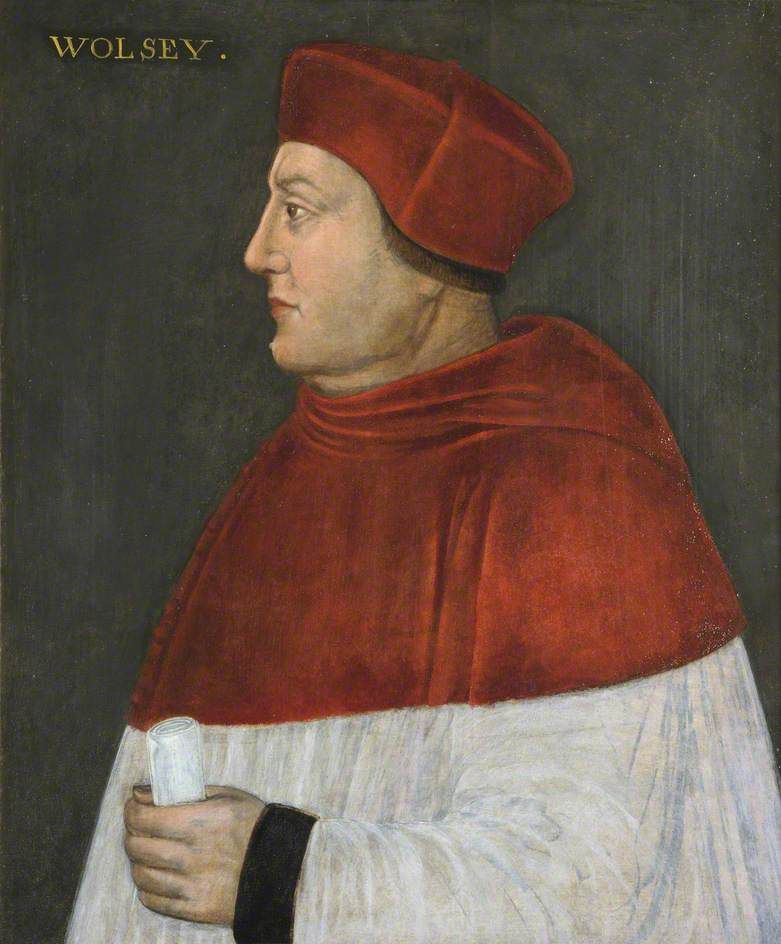
Cardeal Wolsey, que engendrou o encontro.

Duas grandes potências emergiam na Europa do século XVI: a França sob Francisco I e o Império Habsburgo sob Carlos V do Sacro Império Romano Germânico. A Inglaterra, então pouco poderosa, estava sendo cortejada como aliada por ambos potentados. O Tratado de Londres, pacto de não-agressão entre as potências da Europa e de mútuo auxílio para resistir à expansão otamana no sudeste europeu, há pouco havia sido celebrado. Henrique VIII também realizou encontros menos espetaculares com Carlos V, um mês antes deste no Campo do Pano de Ouro, nos Países Baixos e outro em Calais.
Henrique e Francisco desejavam ser vistos como príncipes do Renascimento. O pensamento renascentista preconizava que um príncipe podia obter a paz se mostrasse o seu poder e opulência. O encontro, assim, foi planejado para exibir as magnificências de cada corte, e como esta deveria servir de base para o respeito e paz mútuos, já que eram nações tradicionalmente inimigas. Henrique e Francisco eram também figuras bastante similares em idade e na reputação enérgica, havendo natural curiosidade entre os dois por se conhecerem.
Tudo foi organizado para exibir igualdade entre ambos os lados. O local do encontro situava-se à mesma distância da extremidade do território inglês, a partir de Calais. O vale onde a primeira reunião aconteceu havia sido terraplanado, de modo a prover de igual elevação às duas comitivas nacionais. Todo o evento foi arquitetado pelo Cardeal Wolsey que, como Legado Papal, gozava de plenos poderes em nome do soberano católico. Wolsey era carismático, eloquente e mestre na diplomacia.

## O encontro

Henrique VIII da Inglaterra, cópia posterior de Holbein

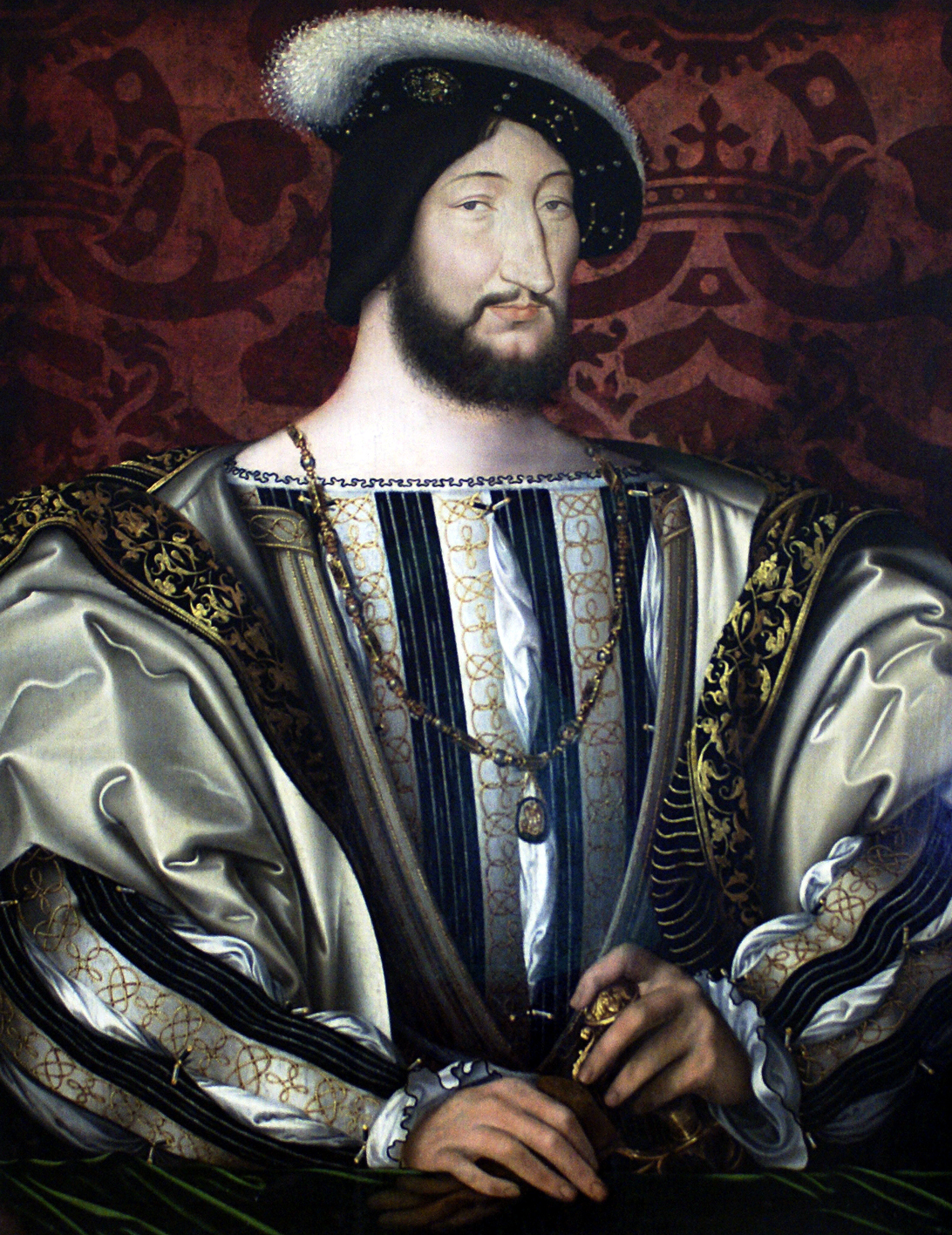
Francisco I da França

Cada soberano procurou ofuscar o outro, com roupas e barracas deslumbrantes, suntuosos banquetes, música, competições e jogos. Barracas e vestuários exibiam panos tecidos com ouro, uma malha dispendiosa feita com linhas de seda e ouro — razão pela qual o lugar passou a ter este nome.
Os arranjos mais elaborados foram aqueles para a acomodação dos reis e seus séquitos; especialmente por parte de Henrique VIII não foram poupados esforços para causar em toda a Europa uma grande impressão acerca desse encontro. Antes o castle of Guides (castelo dos Diretores, numa tradução ligeira) foi erguido numa área de cerca de 10000 m², apenas para abrigar o soberano bretão.
Este palácio compunha-se de quatro blocos com um pátio central; tinha, em cada lado, cerca de 90 m de comprimento. A única parte sólida eram os alicerces, feitos em tijolos, e tinham uma altura de 2,5 m. Sobre esta base de alvenaria foram erguidas paredes com cerca de 10 m de altura em pano ou telas de madeira moldada, pintadas de modo a simular serem feitas de pedras ou tijolos. O teto inclinado era feito em pano untado e pintado em linhas para dar a ilusão de ser em ardósia. Comentários contemporâneos ressaltaram especialmente a quantidade de vitrais, o que fazia com que se tivesse no interior a impressão de estar-se ao ar livre. Foi decorado de forma suntuosa com uma profusão de ornamentos em ouro. Do lado externo duas fontes jorravam vinho tinto. A capela era guarnecida por trinta e cinco padres.
O compositor Jean Mouton provavelmente cuidou da produção musical de Francisco I; a capela real francesa tinha um dos melhores coros europeus, e os contemporâneos registraram que este coro lhes "deleitaram os ouvidos". O teto em madeira de uma das barracas foi depois instalado na Nova Capela de Ightham Mote onde, apesar do colorido já desbotado, pode ser apreciado em suas características originais.
Uma ideia sobre o tamanho da comitiva de Henrique VIII pode ser formada com o fato de que em um mês 2.200 carneiros e outras viandas em iguais proporções foram consumidos. Nos campos além do castelo foram erguidas barracas para abrigar um número de 2.800 convidados menos importantes, e o cenário era verdadeiramente festivo. Damas e cavalheiros magnificamente vestidos, exibiam suas roupas, ansiosos por reviver os tempos gloriosos da cavalaria, atraindo saltimbancos, mendigos e vendedores de todos os tipos.
Vindo de Calai Henrique chegou ao seu quartel-general em Guînes em 4 de junho de 1520, e Francisco veio para seu pouso, vindo de Ardres. Depois que o Cardeal Wolsey, com uma esplêndida comitiva, visitou o rei franco, os dois monarcas se encontraram no Val d'Or, um sítio a meio caminho dos dois acampamentos, no dia 7.
Os dias seguintes foram dedicados aos torneios, nos quais ambos os soberanos tomaram parte — mas não um contra o outro. Houve banquetes, que os reis ofereciam a suas rainhas. Outros entretenimentos incluíam exibições de arco-e-flecha e lutas entre bretões e lutadores ingleses.
Wolsey celebrou uma missa e os dois soberanos separaram-se em 24 de junho, dia de Corpus Christi. A própria missa foi interrompida por um evento misterioso onde um dragão ou salamandra voadora sobrevoou a assembleia. Os supersticiosos disseram que aquele fora um grande presságio, mas provavelmente havia sido um acidental — ou deliberado — fogo de artifício desgarrado. O sermão foi lido por Richard Pace, amigo íntimo de Erasmo de Roterdão. Wolsey deu uma indulgência geral, perdoando os pecados de todos os presentes.

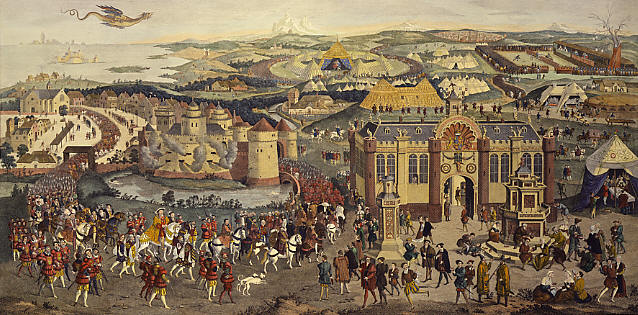
"O Campo do Pano de Ouro", impressão colorida de James Basire em 1774, para uma pintura a óleo do séc. XVI da Royal Collection.

## Consequências
O encontro deixou grande impressão nos contemporâneos, mas seus resultados políticos foram pequenos. Para os franceses as coisas ficaram aparentemente piores depois que Henrique perdeu uma partida de luta para Francisco.
As relações entre os dois países ficaram piores efetivamente quando o Cardeal Wolsey tramou uma aliança com o Imperador Carlos V, que declarou guerra à França mais tarde, naquele mesmo ano.